# مارسلو کائتانو
مارسلو کائتانو (انگلیسی: Marcelo Caetano؛ ۱۷ اوت ۱۹۰۶ – ۲۶ اکتبر ۱۹۸۰) یک سیاست‌مدار اهل پرتغال بود. او دومین و آخرین رهبر استادو نوو پس از آنتونیو سالازار بود. وی که از ۱۹۶۸ تا ۱۹۷۴ به عنوان نخست‌وزیر بر سر کار بود در طی انقلاب میخک برکنار شد.